# Nathalie Parain
Pour les articles homonymes, voir Parain.
Nathalie Parain (Наталья Челпанова), née Natalia [Natacha] Tchelpanova en 1897 à Kiev et morte en 1958 à Sceaux est une dessinatrice d'origine russe.

## Biographie
C'est à Moscou que « Nathalie effectue sa scolarité et a pour camarade de classe Marina Tsvetaïeva, future poétesse de renom qui fera un séjour à La Favière. La Révolution de 1917 met fin à ses études à l'école des Beaux-Arts et elle s'inscrit » aux Vkhutemas (Ateliers d'État) de Moscou, dans l'atelier de Piotr Kontchalovski, qui faisait partie de l'avant-garde constructiviste soviétique et qui était « membre de l'association d'artistes du Valet de Carreau ». Là elle espère « obtenir un diplôme reconnu par les nouvelles autorités »[réf. souhaitée]. « Ses études terminées, elle réalise des portraits et enseigne le dessin aux enfants pour subsister »[réf. souhaitée] Ayant épousé en 1926 l'écrivain et essayiste Brice Parain, attaché culturel auprès de l'ambassade de France à Moscou, ils quittent l'URSS et arrivent à Paris en 1928.
Elle se lance dans l'illustration de livres pour enfants dans l'esprit Constructiviste russe en étant particulièrement inspirée par Malevitch. 
Après avoir fait paraître Mon chat (texte d'André Beucler) en 1930, elle devient, à la demande de Paul Faucher, la première puis l'une des principales illustratrices de la collection du Père Castor (Flammarion), et aussi des œuvres de Marcel Aymé. « Elle fréquente assidûment son amie Alexandra Exter qui habite Fontenay-aux-Roses ainsi que Feodor Rojankovsky qu'elle retrouve d'ailleurs en vacances à La Favière, où elle loge chez les Obolensky[Lesquels ?] et passe beaucoup de temps avec Nathalie Gontcharova et Michel Larionov. » Avec son mari Brice et sa fille Tatiana ils vont se baigner à Gouron et vont à Bormes-les-Mimosas rendre visite à Victoria Kontchalovski sœur du peintre Piotr Kontchalovski et « à Jean Paulhan qui occupe la vigie à Port-Cros ». Elle aida plusieurs artistes émigrés d'URSS à travailler pour des éditeurs français. Comme Paul Faucher, Nathalie Parain considérait le livre pour enfants comme un objet de culture à part entière.
Plusieurs de ses ouvrages ont été réédités en fac-similé, ainsi Mon chat, aux Éditions MeMo, collection les Trois ourses en 2006.

## Vie privée
Elle est la fille de Gueorgui Ivanovitch Tchelpanov, professeur de philosophie et fondateur du premier institut de psychologie à Moscou.

## Distinctions
1944 : Prix du centenaire de l'Académie des Beaux-Arts

## Ouvrages illustrés (sélection)
(novembre 2018).
D'après Jean-Marie Embs et Philippe Mellot, 100 ans de livres d'enfants et de jeunesse 1840-1940, Éditions de Lodi :
- Les Albums du Père Castor (Flammarion) :
  - Je fais mes masques (1931)
  - Je découpe (1931)
  - Album magique (1932)
  - Ribambelles (1932)
  - Crayons et Ciseaux (1932)
  - Ronds et Carrés (1932)
  - Baba Yaga (Rose Celli[3], 1932 - réédition, Nantes, 2010, éditions MeMo)
  - Album magique (1932)
  - Allons vite (1933)
  - Jeux en images (1933)
  - Masques de la jungle (1933)
  - Bonjour bonsoir (1934)
  - Faites votre marché (1935)
  - Jeu des cris et des bruits (1939)
  - Le Beau Chardon d'Ali Boron (May d'Alençon, 1940)
  - Noix de Coco et son ami (Marie Colmont, 1940)
- Les Contes du chat perché, de Marcel Aymé (Gallimard) :
  - Le Canard et la Panthère (1937)
  - Le Cerf et le Chien (1938)
  - Le Paon (1938)
  - Les Cygnes (1939)
  - Les Vaches (1942)
  - La Buse et le Cochon (1943)
  - La Patte du chat (1944)
  - Le Problème (1946)
  - Les Chiens (1948)
- Éditions MeMo :
  - Mon chat (André Beucler, 1930, Gallimard), réédition, Nantes, 2006, éditions MeMo collection les Trois ourses,  (ISBN 978-2910391904)
  - Châtaigne (Anton Tchekhov, 1930, Gallimard NRF), réédition, Nantes, 2009, éditions MeMo,  (ISBN 978-2352890454)
  - Faites votre marché, ( Nathalie Parain, 1935, Flammarion, les Albums du Père Castor ) réédition, Nantes, 2012, éditions MeMo,  (ISBN 978-2352891666)
- Éditeurs divers :
  - Frigoulet au pays des chiffres (Jean-François Primo, Excelsior, 1933)
  - Histoires vraies (Léon Tolstoï, Gallimard NRF 1936)
  - Sainte Geneviève, Dix poèmes (Charles Péguy, Gallimard NRF 1951)
  - Jeanne d'Arc - Cinq poèmes (Charles Péguy, Gallimard NRF 1952)
  - Mon jardin en liberté, Lectures pour le Cours élémentaire (Maurice Oléon, SUDEL, 1953)
  - Eve première mortelle, stances de Charles Péguy, NRF 1954
  - Les Fables de La Fontaine éditées par Hazan

## Ouvrages numérisés
Sont accessibles en ligne, sur la bibliothèque numérique Gallica :
- Faites votre marché / Images de Nathalie Parain. Scénario du Père Castor. 1935
- Mon chat / André Beucler, Nathalie Parain, Gallimard, 1930